# Progress M-43
Progress M-43 (ryska: Прогресс М-43) var en rysk obemannad rymdfarkost som levererade förnödenheter, syre, vatten och bränsle till rymdstationen Mir. Den sköts upp med en Sojuz-U-raket från Kosmodromen i Bajkonur den 16 oktober 2000 och dockade med Mir den 20 oktober. Farkosten lämnade rymdstationen den 25 januari 2001 och brann upp i jordens atmosfär den 29 januari 2001.

### Fotnoter
1. ↑  ”NASA Space Science Data Coordinated Archive” (på engelska). NASA. https://nssdc.gsfc.nasa.gov/nmc/spacecraft/display.action?id=2000-064A. Läst 1 mars 2020.
2. ↑  Manned Astronautics - Figures & Facts Arkiverad 18 oktober 2007 hämtat från the Wayback Machine., läst 15 juli 2016.